# Grace Napolitano
Graciela Flores "Grace" Napolitano (Brownsville, Texas; 4 de diciembre de 1936) es una política estadounidense que ha representado al Valle de San Gabriel, en California, y otras partes del condado de Los Ángeles en la Cámara de Representantes de los Estados Unidos desde 1999 hasta el 2025. Su distrito representaba está numerado como el 31. Anteriormente, sirvió en la Asamblea Estatal de California y en el Concejo Municipal de Norwalk.
Representó al 34.º distrito entre 1999 y 2003, al 38.º distrito de 2003 a 2013 y al 32.º distrito entre 2013 y 2023.

## Biografía

### Cámara de Representantes de los Estados Unidos
Una historia de 2009 reportada por primera vez por Bloomberg News y más detallada por Los Angeles Times cuestionó la tasa de interés de préstamos personales que la Comisión Federal de Elecciones le autorizó a usar durante su campaña de 1998 para el Congreso. Tanto Bloomberg como el Times señalaron que la FEC había aceptado el argumento de que la tasa del 18 % era equivalente a la multa por retiro anticipado a la que estaba sujeta Napolitano al retirar $ 150,000 del fondo de jubilación de sus empleados y luego prestar ese dinero a su campaña. Ambas fuentes también informaron que la tasa cayó al 10 % en 2006 y citaron presentaciones de la FEC al 31 de diciembre de 2009, indicando que se habían pagado $ 221,780 en intereses. The Hill, un periódico con sede en Washington D. C., informó que las presentaciones de la Comisión Federal de Elecciones para el período de informe de la campaña que finalizó el 30 de septiembre de 2010 indicaron que la deuda se había cancelado por completo.
En 2011, votó en contra de la Ley de Autorización de la Defensa Nacional para el año fiscal 2012 como parte de una disposición controvertida que permite al gobierno y al ejército detener indefinidamente a ciudadanos estadounidenses y otras personas sin juicio.

### Vida personal
Estuvo casada con Frank Napolitano, restaurador y activista comunitario, desde principios de la década de 1980 hasta su muerte por cáncer el 15 de diciembre de 2017, a los 90 años. Tuvo cinco hijos de un matrimonio anterior. En 2013, su hija Yolanda Maria Louwers murió de cáncer. Louwers estuvo regularmente en la campaña electoral con Napolitano a lo largo de su carrera política.
El 13 de febrero de 2016, sufrió un derrame cerebral hemorrágico menor durante un evento de campaña. Regresó al trabajo a mediados de abril.